# قصعين كوبي
قصعين كوبي (الاسم العلمي: Salvia cubensis) هو نوع نباتي يتبع جنس القصعين من فصيلة الشفوية.